# Klasika Primavera 2013
La 59e édition de la Klasika Primavera a eu le 7 avril 2013. La course fait partie du calendrier UCI Europe Tour 2013 en catégorie 1.1.

## Présentation

### Équipes
Classée en catégorie 1.1 de l'UCI Europe Tour, la Klasika Primavera est par conséquent ouverte aux UCI ProTeams dans la limite de 50 % des équipes participantes, aux équipes continentales professionnelles, aux équipes continentales et aux équipes nationales.
| Nom de l'équipe   | Pays     | Code |
| ----------------- | -------- | ---- |
| Euskaltel Euskadi | Espagne  | EUS  |
| Movistar          | Espagne  | MOV  |
| Saxo-Tinkoff      | Danemark | TST  |

| Nom de l'équipe        | Pays     | Code |
| ---------------------- | -------- | ---- |
| Caja Rural-Seguros RGA | Espagne  | CJR  |
| Colombia               | Colombie | COL  |
| RusVelo                | Russie   | RVL  |
| Sojasun                | France   | SOJ  |

| Nom de l'équipe                | Pays       | Code |
| ------------------------------ | ---------- | ---- |
| 472-Colombia                   | Colombie   | CO4  |
| Burgos BH-Castilla y León      | Espagne    | BUR  |
| Euskadi                        | Espagne    | EUK  |
| Lokosphinx                     | Russie     | LOK  |
| OFM-Quinta da Lixa             | Portugal   | OFM  |
| Optum-Kelly Benefit Strategies | États-Unis | OPM  |
| Rádio Popular-Onda             | Portugal   | BOA  |

| Nom de l'équipe              | Pays      | Code |
| ---------------------------- | --------- | ---- |
| Équipe nationale d'Argentine | Argentine | ARG  |

## Classement final
|    | Coureur          | Équipe             |    | Temps           |
| -- | ---------------- | ------------------ | -- | --------------- |
| 1  | Rui Costa        | Movistar           | en | 4 h 07 min 58 s |
| 2  | Pablo Urtasun    | Euskaltel Euskadi  | +  | m.t             |
| 3  | Alberto Contador | Saxo-Tinkoff       |    | m.t             |
| 4  | Beñat Intxausti  | Movistar           |    | m.t             |
| 5  | José Herrada     | Movistar           |    | m.t             |
| 6  | Rory Sutherland  | Saxo-Tinkoff       |    | m.t             |
| 7  | Eduard Prades    | OFM-Quinta da Lixa |    | m.t             |
| 8  | Julien El Fares  | Sojasun            |    | m.t             |
| 9  | Edson Calderón   | 472-Colombia       |    | m.t             |
| 10 | Evgeny Shalunov  | Lokosphynx         |    | m.t             |